# Shunosaurus
Shunosaurus, care înseamnă „șopârlă shu”, este un gen de dinozaur sauropod din straturile Jurasicului târziu (Oxfordian) din provincia Sichuan din China, din urmă cu 161 până la 157 de milioane de ani. Numele derivă de la „Shu”, un nume antic pentru provincia Sichuan.

## Descoperire și specii

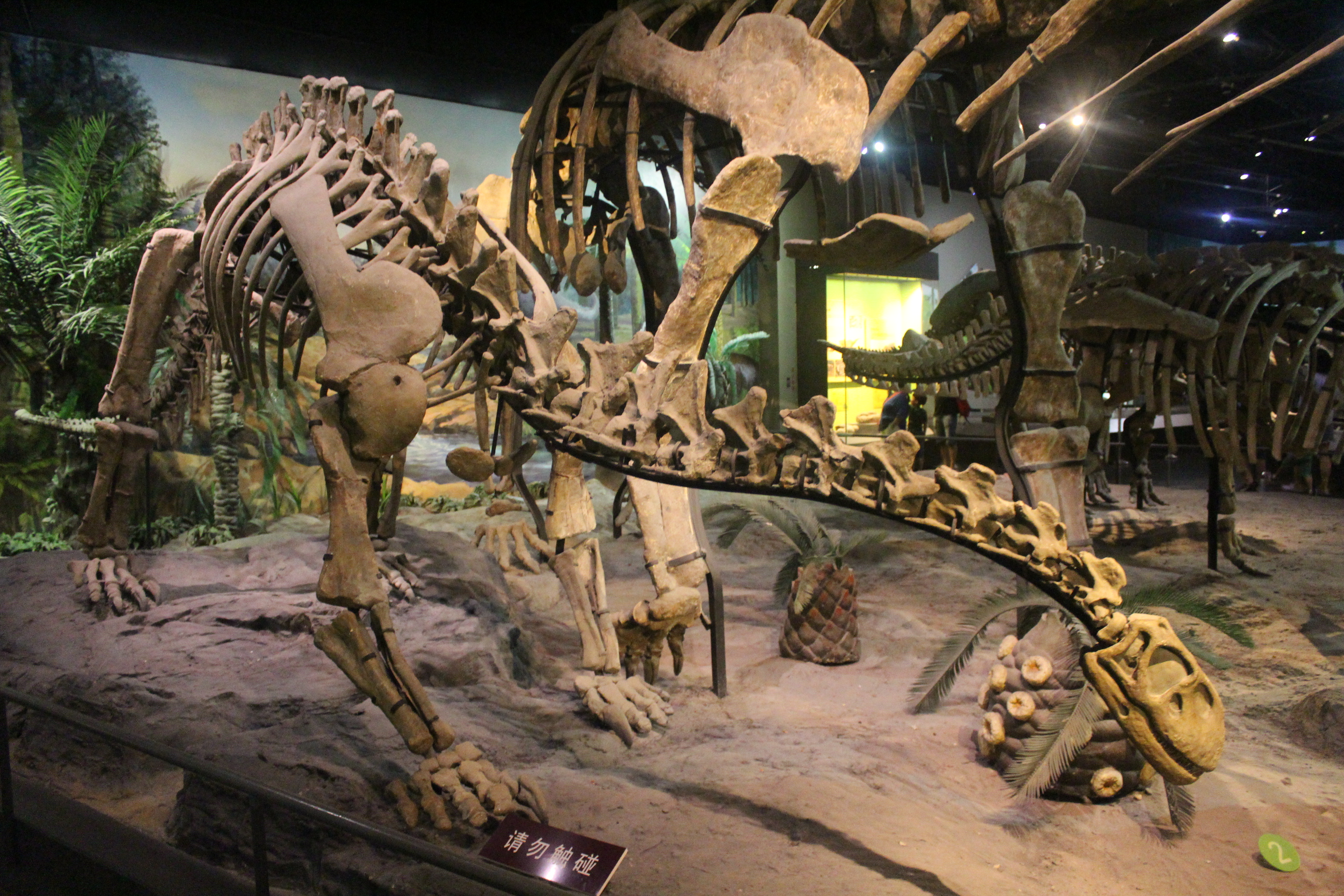
Montură scheletică, Muzeul de istorie naturală din Tianjin

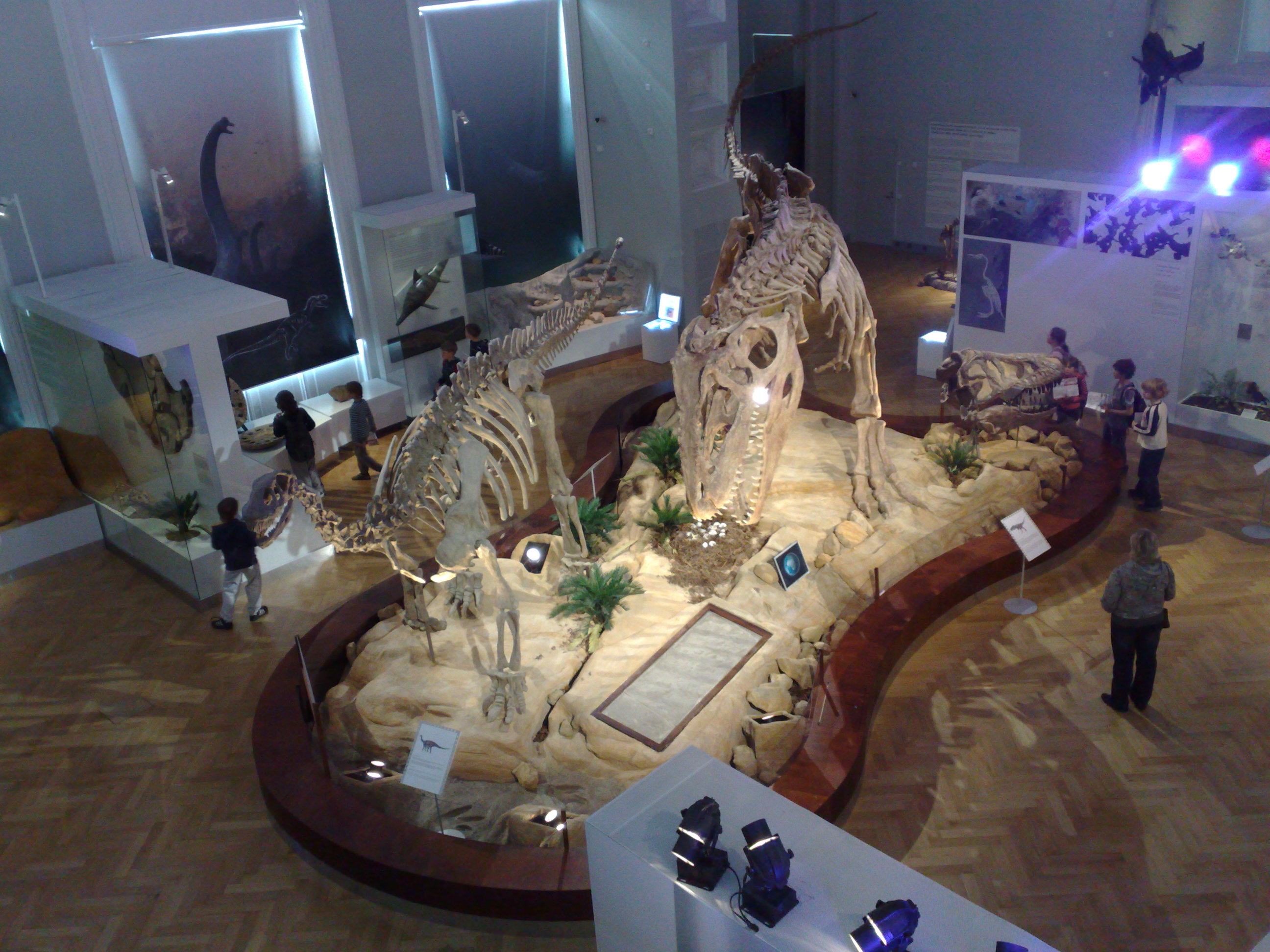
Schelete de Shunosaurus (stânga) și Giganotosaurus (dreapta) în Muzeul de istorie naturală din Helsinki, Finlanda

Prima fosilă de Shunosaurus a fost descoperită în 1977 de un grup de studenți, care practicau săpături paleontologice la malul unui drum. Specia tip, Shunosaurus lii, a fost descrisă și denumită de Dong Zhiming, Zhou Shiwu și Zhang Yihong în 1983. Numele generic derivă din „Shu”, un nume antic pentru Sichuan. Numele specific îl onorează pe hidrologul Li Bing, guvernatorul Sichuanului din secolul al III-lea î.Hr.
Holotipul, IVPP V.9065, a fost colectat din formațiunea inferioară Xiashaximiao de lângă Dashanpu, Zigong. Este format dintr-un schelet parțial. Mai târziu au fost descoperite încă aproximativ douăzeci de exemplare majore, inclusiv câteva schelete complete sau aproape complete, cranii și pui, făcând din Shunosaurus unul dintre cele mai cunoscute sauropode din punct de vedere anatomic, cu 94% din toate elementele scheletice identificate. Schelete de Shunosaurus sunt expuse la Muzeul dinozaurului Zigong din Zigong, provincia Sichuan, și la Muzeul de istorie naturală din Tianjin.
O a doua specie propusă, S. ziliujingensis, un nume menționat în ghidul muzeului Zigong pentru a indica o formă mai mică și mai veche, nu a fost niciodată descrisă oficial și, prin urmare, rămâne un nomen nudum.
În 2004, un exemplar parțial semi-articulat din comuna Jiangyi din județul Yuanmou a fost descris ca noua specie Shunosaurus jiangyiensis. Specia este cunoscută din nouă oase cervicale, 15 lombare, trei oase sacrum, patru caudale, ambele scapule, coracoidul și clavicula drepte, membrul anterior drept lipsit de labă, un pubis și un ischium și membrul posterior drept, găsite în secțiunea superioară a formațiunii Xiashaximiao a Jurasicului mijlociu. Specia a fost separată de Shunosaurus lii pe baza structurii sale pectorale unice, dar a fost descrisă ca fiind foarte asemănătoare atât cu Shunosaurus lii, cât și cu Kunmingosaurus.

## Descriere
Shunosaurus a fost estimat prima dată la 11 metri lungime, dar descoperiri ulterioare și mai complete au indicat o dimensiune ceva mai mică. În 2010, Gregory S. Paul a estimat lungimea la 9,5 metri, greutatea la 3 tone. Shunosaurus avea gâtul foarte scurt pentru un sauropod, fiind doar „depășit” în acest sens de Brachytrachelopan. Craniile găsite sunt în mare parte comprimate sau dezarticulate, iar interpretarea formei capului a variat de la lat, scurt și adânc la extrem de îngust și ascuțit. Fălcile superioare și inferioare erau puternic curbate în sus, permițându-le să funcționeze ca o pereche de foarfece de grădină. Dinții erau destul de robuști, dar alungiți, cu o lungime a coroanei de până la 8 cm. Ele arată o combinație unică a unui corp cilindric care se termină într-un vârf spatulat. În 1989 a fost publicată descoperirea despre coada care se termina într-un tip de măciucă, echipată pe vârful ei cu doi țepi succesivi formați din osteoderme în formă de con cu lungimea de 5 cm. Coada a fost probabil folosită pentru a evita prădătorii.

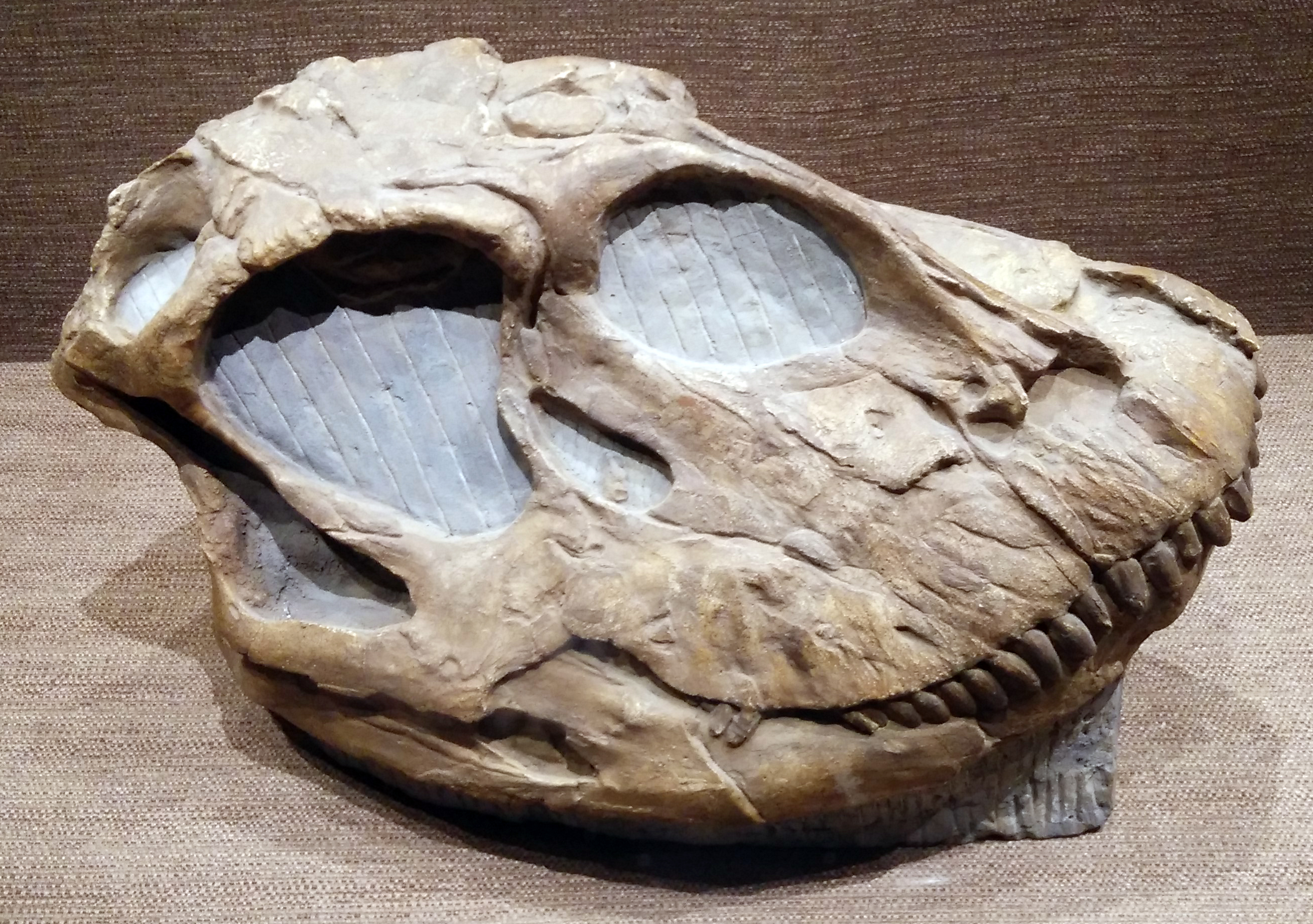
Craniu

## Clasificare

Comparație de dimensiuni

Shunosaurus a fost inițial clasificat ca membru al Cetiosaurinae; în 1992 Dong l-a atribuit lui Shunosaurinae în cadrul Cetiosauridae.
Analizele cladistice au dat rezultate contradictorii. În 1995, Paul Upchurch a publicat un studiu în care Shunosaurus aparținea Euhelopodidae împreună cu alte sauropode chinezești din Jurasic. Cu toate acestea, o analiză a lui Jeffrey Wilson din 2002 a indicat că avea o poziție foarte bazală în cadrul Eusauropoda. Shunosaurus este probabil înrudit cu Rhoetosaurus din Queensland din Australia.

## Paleobiologie

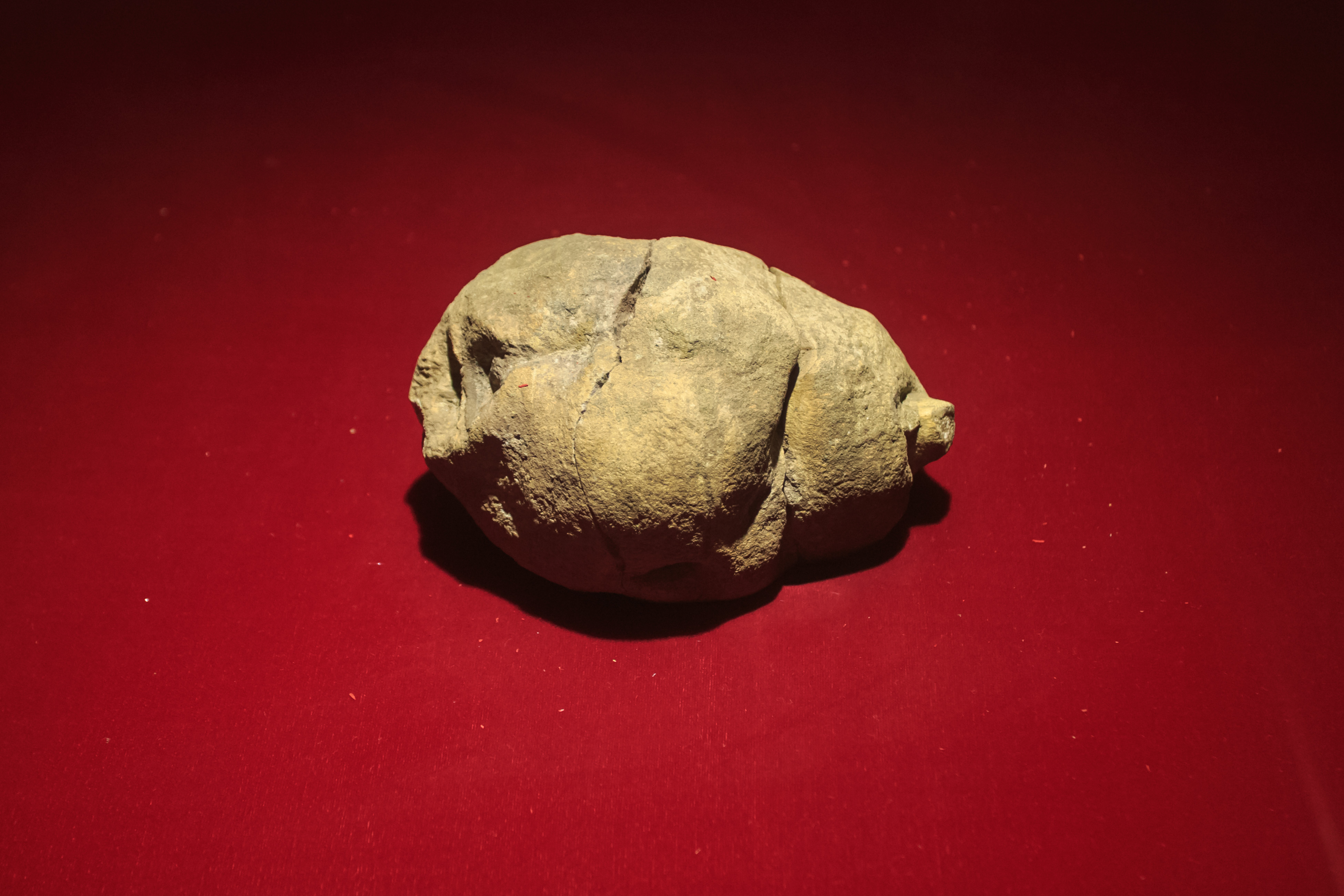
Coada tip măciucă a Shunosaurus, formată din mai multe vertebre caudale fuzionate. A fost prima descoperire a acestui tip de coadă

Lungimea gâtului indică faptul că Shunosaurus era un ierbivor scăzut (low browser). Forma fălcilor sale este bine adaptată la procesarea unor cantități mari de material vegetal grosier.
Shunosaurus reprezintă 90% din fosilele găsite în fauna din Dashanpu, ceea ce arată că era un membru dominant sau comun al habitatului și mediului său. A împărțit peisajul jurasicului mijlociu local cu alte sauropode, Datousaurus, Omeisaurus și Protognathosaurus, posibilul ornitopod Xiaosaurus și stegosaurul timpuriu Huayangosaurus, precum și teropodul carnivor Gasosaurus.